# Morti il 12 marzo

## III secolo(1)
- 295 - Massimiliano di Tebessa, romano (n. 274)

## V secolo(1)
- 417 - Papa Innocenzo I, papa, vescovo e santo italiano

## VI secolo(1)
- 552 - Bumin Qaghan, condottiero turco (n. 490)

## VII secolo(2)
- 604 - Papa Gregorio I, papa, vescovo e santo italiano
- 636 - Sisenando, sovrano visigoto

## VIII secolo(1)
- 767 - Michele I di Alessandria, arcivescovo ortodosso egiziano

## IX secolo(1)
- 817 - Teofane Confessore, storico bizantino (n. 758)

## X secolo(2)
- 951 - Elfego il Vecchio, vescovo inglese
- 996 - Oddone I di Blois, conte

## XI secolo(1)
- 1022 - Simeone il nuovo teologo, monaco cristiano, mistico e santo bizantino (n. 949)

## XII secolo(2)
- 1109 - Bernardo di Carinola, vescovo cattolico italiano
- 1160 - Al-Muqtafi, califfo (n. 1096)

## XIII secolo(3)
- 1229 - Bianca di Navarra, principessa spagnola (n. 1177)
- 1253 - Fina da San Gimignano, santa italiana (n. 1238)
- 1289 - Demetrio II di Georgia, re (n. 1259)

## XIV secolo(6)
- 1316 - Stefano Dragutin di Serbia, sovrano serbo (n. 1252)
- 1319 - Giustina Francucci Bezzoli, religiosa italiana (n. 1260)
- 1336 - Guido II di Namur, marchese (n. 1312)
- 1350 - Girolamo Gherarducci, presbitero italiano
- 1356 - Rodolfo I di Sassonia-Wittenberg, nobile tedesco (n. 1284)
- 1374 - Go-Kōgon, imperatore giapponese (n. 1338)

## XV secolo(4)
- 1445 - Giovanni Giacomo del Monferrato, marchese (n. 1395)
- 1468 - Astorre II Manfredi, condottiero e politico italiano (n. 1412)
- 1471 - Dionigi di Rijkel, monaco cristiano, presbitero e mistico belga (n. 1402)
- 1496 - Jean Heynlin, teologo e umanista tedesco

## XVI secolo(10)
- 1507 - Cesare Borgia, generale, cardinale e nobile italiano (n. 1475)
- 1510 - Mihnea il Malvagio, principe rumeno (n. 1462)
- 1530 - Søren Norby, ammiraglio danese (n. 1470)
- 1538 - Ludovico Lodron, condottiero italiano (n. 1484)
- 1539 - Thomas Boleyn, I conte del Wiltshire, ambasciatore inglese (n. 1477)
- 1550 - Ainavillo, condottiero nativo americano
- 1567 - Margherita d'Asburgo, nobile austriaca (n. 1536)
- 1578 - Alessandro Piccolomini, letterato, astronomo e arcivescovo cattolico italiano (n. 1508)
- 1587 - Vittoria Bentivoglio, soprano italiana (n. 1555)
- 1592 - Pomponio Palombo, pittore e architetto italiano (n. 1549)

## XVII secolo(16)
- 1602 - Filippo IV di Nassau-Weilburg, nobile tedesco (n. 1542)
- 1605 - Alessandro II di Cachezia, re (n. 1527)
- 1612 - Lorenzo Bianchetti, cardinale italiano (n. 1545)
- 1627 - Giovanni Battista Paggi, pittore italiano (n. 1554)
- 1637 - Cornelio a Lapide, gesuita fiammingo (n. 1567)
- 1638 - Paolo Aproino, fisico italiano (n. 1586)
- 1639 - Domenico Ginnasi, cardinale e arcivescovo cattolico italiano (n. 1551)
- 1644 - Agostino Tassi, pittore italiano (n. 1580)
- 1652 - Alessandro Gottifredi, gesuita italiano (n. 1595)
- 1667 - Luis Enríquez de Guzmán, conte spagnolo
- 1673 - Margherita Teresa d'Asburgo (n. 1651)
- 1681 - Frans van Mieris il Vecchio, pittore olandese (n. 1635)
- 1693 - John Conant, religioso e teologo inglese (n. 1608)
- 1696 - Jean de la Vallée, architetto francese (n. 1620)
- 1697 - Gaspar de la Cerda Sandoval Silva y Mendoza, nobile spagnolo (n. 1653)
- 1700 - Casimiro di Lippe-Brake, conte tedesco (n. 1627)

## XVIII secolo(22)
- 1703 - Aubrey de Vere, XX conte di Oxford, nobile e militare inglese (n. 1627)
- 1705 - Mainfrain Lecomte, pittore e decoratore francese (n. 1630)
- 1723 - Anna Cristina di Sulzbach, principessa francese (n. 1704)
- 1726 - John Graydon, ammiraglio inglese (n. 1666)
- 1730 - Diego Morcillo Rubio de Auñón, arcivescovo cattolico spagnolo (n. 1642)
- 1731 - Ernesto Augusto di Schleswig-Holstein-Sonderburg-Augustenburg, nobile tedesco (n. 1660)
- 1733 - Michel Le Quien, presbitero, teologo e storico francese (n. 1661)
- 1734 - Antonius Schulting, giurista danese (n. 1659)
- 1737 - Carlo I Alessandro di Württemberg, principe tedesco (n. 1684)
- 1740 - Giovanni Battista Altieri, cardinale e arcivescovo cattolico italiano (n. 1673)
- 1740 - Gisella Agnese von Rath, principessa (n. 1669)
- 1742 - Angelo Carasale, architetto e impresario teatrale italiano
- 1749 - Alessandro Magnasco, pittore italiano (n. 1667)
- 1759 - Valentin Metzinger, pittore sloveno (n. 1699)
- 1764 - Charles Townshend, III visconte Townshend, nobile e politico inglese (n. 1700)
- 1783 - Valentino Rovisi, pittore italiano (n. 1715)
- 1784 - Henrik af Trolle, ammiraglio svedese (n. 1730)
- 1787 - Daniele Filippo Farsetti, letterato italiano (n. 1725)
- 1787 - Vicente Antonio García de la Huerta, poeta e drammaturgo spagnolo (n. 1734)
- 1790 - Andreas Hadik von Futak, condottiero ungherese (n. 1710)
- 1790 - Vincenzo di Sangro, nobile italiano (n. 1743)
- 1795 - Clément de Taffanel de La Jonquière, ammiraglio francese (n. 1706)

## XIX secolo(52)
- 1804 - Angelo Fumagalli, abate e storico italiano (n. 1728)
- 1808 - Jean Gaspard de Vence, ammiraglio francese (n. 1747)
- 1810 - Jean-François Moulin, generale francese (n. 1752)
- 1815 - Mariano Melgar, poeta peruviano (n. 1790)
- 1825 - Charles Hamilton, ammiraglio scozzese (n. 1747)
- 1831 - Friedrich von Matthisson, poeta tedesco (n. 1761)
- 1832 - Friedrich Kuhlau, compositore e pianista tedesco (n. 1786)
- 1834 - Johann Rudolf von Buol-Schauenstein, diplomatico austriaco (n. 1763)
- 1834 - Karl Feuerbach, matematico tedesco (n. 1800)
- 1834 - Samuel Smith, politico e banchiere inglese (n. 1754)
- 1837 - Giberto Borromeo, nobile e politico italiano (n. 1751)
- 1838 - Louis-François-Sébastien Fauvel, pittore, diplomatico e archeologo francese (n. 1753)
- 1838 - Virginia de Blasis, soprano italiana (n. 1807)
- 1844 - Carl Bernhard von Trinius, botanico e medico tedesco (n. 1778)
- 1848 - Santos Michelena, politico e diplomatico venezuelano (n. 1797)
- 1849 - Alessandro Sanquirico, scenografo, architetto e pittore italiano (n. 1777)
- 1850 - Edouard-Constant Biot, sinologo francese (n. 1803)
- 1853 - Mathieu Orfila, medico spagnolo (n. 1787)
- 1858 - Antonio Angelo Cavanis, presbitero e educatore italiano (n. 1772)
- 1860 - Sulayman Pascià, militare egiziano (n. 1788)
- 1861 - Giuseppe Olivi, politico italiano (n. 1788)
- 1862 - Gustave Vaëz, librettista, drammaturgo e traduttore belga (n. 1812)
- 1868 - Christian Friedrich Heinrich Wimmer, botanico, filologo classico e pedagogo tedesco (n. 1803)
- 1870 - Enrico di Borbone-Spagna, principe spagnolo (n. 1823)
- 1870 - Augusto Povoleri, patriota italiano (n. 1838)
- 1871 - Franz Josef Mone, archivista, storico e archeologo tedesco (n. 1796)
- 1872 - Zeng Guofan, generale, politico e nobile cinese (n. 1811)
- 1875 - Giuseppe Francesco Baruffi, presbitero, scrittore e naturalista italiano (n. 1801)
- 1877 - Paolo Panceri, zoologo e anatomista italiano (n. 1833)
- 1877 - Filippo Ugoni, politico italiano (n. 1794)
- 1878 - Osip Afanas'evič Petrov, basso-baritono russo (n. 1806)
- 1879 - David Moriarty, militare britannico (n. 1837)
- 1880 - Francesco Paolo Catucci, politico italiano (n. 1820)
- 1882 - Fedele Albanese, giornalista e patriota italiano (n. 1845)
- 1885 - Próspero Fernández Oreamuno, politico costaricano (n. 1834)
- 1886 - Joseph de Riquet de Caraman, diplomatico e imprenditore belga (n. 1808)
- 1887 - Arthur Mangin, scrittore e divulgatore scientifico francese (n. 1824)
- 1887 - Carlo Passaglia, teologo e presbitero italiano (n. 1812)
- 1889 - John Archibald Campbell, politico, militare e giurista statunitense (n. 1811)
- 1890 - William Wilson Allen, militare britannico
- 1891 - Wilhelmine Ittenbach, pittrice e illustratrice tedesca (n. 1851)
- 1896 - Marcello Cerruti, diplomatico e politico italiano (n. 1808)
- 1896 - Carlo Alberto Racchia, ammiraglio e politico italiano (n. 1833)
- 1896 - Giorgio Scherer, pittore e disegnatore italiano (n. 1831)
- 1896 - Herman Tymiński, presbitero polacco (n. 1843)
- 1897 - Marcello Barbaro, armatore italiano (n. 1829)
- 1898 - Johann Jakob Balmer, matematico, insegnante e docente svizzero (n. 1825)
- 1898 - Orlando Bridgeman, III conte di Bradford, nobile e politico inglese (n. 1819)
- 1898 - Zacharias Topelius, scrittore finlandese (n. 1818)
- 1899 - Francesco Minà Palumbo, medico, naturalista e illustratore italiano (n. 1814)
- 1899 - Julius Vogel, politico e scrittore britannico (n. 1835)
- 1900 - Luigi di Canossa, cardinale e vescovo cattolico italiano (n. 1809)

## XX secolo(253)
- 1901 - Celso Cesare Moreno, politico italiano (n. 1830)
- 1905 - Dmitrij Petrovič Dochturov, generale russo (n. 1838)
- 1905 - Alfred Henry Hook, militare britannico (n. 1850)
- 1905 - Rudolf von Alt, pittore e incisore austriaco (n. 1812)
- 1906 - Augustin Egger, vescovo cattolico svizzero (n. 1833)
- 1906 - Manuel Quintana, politico e avvocato argentino (n. 1835)
- 1908 - Gaetano Foschini, organista, compositore e direttore d'orchestra italiano (n. 1836)
- 1908 - Clara Novello, soprano inglese (n. 1818)
- 1909 - Juan Crisóstomo Centurión, giornalista, educatore e diplomatico paraguaiano (n. 1840)
- 1909 - Giuseppe Pasolini Zanelli, nobile e politico italiano (n. 1844)
- 1909 - Joe Petrosino, poliziotto italiano (n. 1860)
- 1910 - Bertram Armytage, militare e esploratore australiano (n. 1869)
- 1911 - Augusto Pierantoni, giurista e politico italiano (n. 1840)
- 1911 - Luigi Serena, pittore italiano (n. 1855)
- 1913 - Josef Bayer, compositore austriaco (n. 1852)
- 1913 - Henry Detouche, pittore, incisore e disegnatore francese (n. 1854)
- 1914 - George Westinghouse, inventore e imprenditore statunitense (n. 1846)
- 1915 - Heinrich Schulz-Beuthen, compositore tedesco (n. 1838)
- 1915 - Laura Spelman Rockefeller, filantropa statunitense (n. 1839)
- 1916 - Marie von Ebner-Eschenbach, scrittrice austriaca (n. 1830)
- 1917 - Giuseppe Ceppetelli, patriarca cattolico italiano (n. 1846)
- 1917 - Jack Reynolds, calciatore britannico (n. 1869)
- 1918 - Andrea Bafile, militare italiano (n. 1878)
- 1918 - Luigi Gaetano Gullì, pianista e compositore italiano (n. 1859)
- 1918 - Antonio Manno, imprenditore, politico e storico italiano (n. 1834)
- 1918 - Elizabeth Wolstenholme, attivista, saggista e poetessa britannica (n. 1833)
- 1920 - Fedele Cappelletti, ceramista italiano (n. 1847)
- 1921 - Dušan Makovický, attivista slovacco (n. 1866)
- 1922 - Aniela Salawa, religiosa polacca (n. 1881)
- 1922 - Lise Tréhot, modella francese (n. 1848)
- 1923 - Giuseppe Felici, fotografo italiano (n. 1839)
- 1924 - Giovanni Battista De Lotto, intagliatore italiano (n. 1841)
- 1925 - Arkadij Timofeevič Averčenko, scrittore e commediografo russo (n. 1881)
- 1925 - Sun Yat-sen, politico cinese (n. 1866)
- 1928 - Wilhelm von Branca, geologo e paleontologo tedesco (n. 1844)
- 1928 - Marija Ermolova, attrice russa (n. 1853)
- 1928 - Arnaldo Gardella, ingegnere e designer italiano (n. 1873)
- 1928 - Samuel Kinkead, militare e aviatore sudafricano (n. 1897)
- 1928 - Enrico Pontremoli, dirigente d'azienda, imprenditore e ingegnere italiano (n. 1855)
- 1929 - Asa Griggs Candler, imprenditore statunitense (n. 1851)
- 1929 - Maurice Hauriou, giurista francese (n. 1856)
- 1930 - Armando Armuzzi, sindacalista e politico italiano (n. 1851)
- 1930 - Giorgio Ascarelli, imprenditore e dirigente sportivo italiano (n. 1894)
- 1930 - William George Barker, aviatore canadese (n. 1894)
- 1930 - Alois Jirásek, scrittore e politico ceco (n. 1851)
- 1931 - David Santillana, giurista italiano (n. 1855)
- 1931 - Adolfo Wildt, scultore italiano (n. 1868)
- 1932 - Ivar Kreuger, imprenditore e ingegnere svedese (n. 1880)
- 1932 - Ilias Vrioni, politico albanese (n. 1882)
- 1933 - Friedrich Rinne, mineralogista e cristallografo tedesco (n. 1863)
- 1934 - Franco Clerici, politico italiano (n. 1897)
- 1934 - James Durkin, attore e regista canadese (n. 1876)
- 1935 - Michele Idvorsky Pupin, fisico e chimico serbo (n. 1858)
- 1936 - David Beatty, ammiraglio britannico (n. 1871)
- 1936 - Uchida Kōsai, politico e diplomatico giapponese (n. 1865)
- 1937 - Giuseppe Bruccoleri, avvocato, giornalista e scrittore italiano (n. 1875)
- 1937 - Julius Geppert, farmacologo tedesco (n. 1856)
- 1937 - Jenő Hubay, compositore e violinista ungherese (n. 1858)
- 1937 - Alberto Liuzzi, generale e calciatore italiano (n. 1898)
- 1937 - Charles-Marie Widor, organista e compositore francese (n. 1844)
- 1938 - Ippolito Nievo Albertelli, violoncellista italiano (n. 1901)
- 1938 - Otokar Fischer, poeta e critico letterario ceco (n. 1883)
- 1940 - Romualdo Ghiglione, ginnasta italiano (n. 1891)
- 1940 - Luigi Orione, presbitero italiano (n. 1872)
- 1940 - Domenico Zaccagna, geologo e mineralogista italiano (n. 1851)
- 1941 - Salvatore Fancello, scultore, ceramista e pittore italiano (n. 1916)
- 1942 - Robert Bosch, imprenditore e inventore tedesco (n. 1861)
- 1943 - Cesare Biscarra, scultore e pittore italiano (n. 1866)
- 1943 - Czesława Kwoka, polacca (n. 1928)
- 1943 - Werner Hartenstein, ufficiale tedesco (n. 1908)
- 1943 - Gaetano Marino, rivoluzionario, anarchico e antifascista italiano (n. 1892)
- 1943 - Giorgio Savoja, aviatore e ufficiale italiano (n. 1916)
- 1943 - Rudolf Schwarzgruber, alpinista, geografo e insegnante tedesco (n. 1900)
- 1943 - Gustav Vigeland, scultore norvegese (n. 1869)
- 1944 - Ettore Castiglioni, alpinista e scrittore italiano (n. 1908)
- 1944 - August Liebmann Mayer, storico dell'arte tedesco (n. 1885)
- 1944 - Romolo Murri, presbitero e politico italiano (n. 1870)
- 1944 - Silvio Trentin, partigiano e giurista italiano (n. 1885)
- 1945 - Friedrich Fromm, generale tedesco (n. 1888)
- 1945 - Modestino Guaschino, carabiniere e antifascista italiano (n. 1909)
- 1945 - Max Hegele, architetto austriaco (n. 1873)
- 1946 - Károly Beregfy, militare e politico ungherese (n. 1888)
- 1946 - Abraham Bredius, storico dell'arte e collezionista d'arte olandese (n. 1855)
- 1946 - József Gera, politico e medico ungherese (n. 1896)
- 1946 - Philip Merivale, attore e sceneggiatore inglese (n. 1886)
- 1946 - Ferenc Szálasi, politico e militare ungherese (n. 1897)
- 1946 - Leonida Tonelli, matematico italiano (n. 1885)
- 1946 - Francesco Saverio Trương Bửu Diệp, presbitero vietnamita (n. 1897)
- 1947 - Giovanni Battista Caneva, sportivo, sindacalista e politico italiano (n. 1904)
- 1947 - Winston Churchill, scrittore statunitense (n. 1871)
- 1947 - John Forssman, patologo e batteriologo svedese (n. 1868)
- 1947 - Walter Samuel Goodland, politico statunitense (n. 1862)
- 1948 - Eugenio Vittorio Ballatore di Rosana, architetto e insegnante italiano (n. 1880)
- 1948 - Alfred Lacroix, geologo, mineralogista e vulcanologo francese (n. 1863)
- 1948 - Domenico Mordini, velista italiano (n. 1898)
- 1949 - Valentine Grant, attrice statunitense (n. 1881)
- 1949 - Alex Raisbeck, calciatore e allenatore di calcio scozzese (n. 1878)
- 1950 - Enrico Fossa Mancini, geologo italiano (n. 1884)
- 1951 - Alfred Hugenberg, politico e imprenditore tedesco (n. 1865)
- 1952 - Charles Armstrong, canottiere statunitense (n. 1881)
- 1952 - Hugh Herbert, attore statunitense (n. 1884)
- 1952 - Devereaux Jennings, direttore della fotografia statunitense (n. 1884)
- 1953 - Fausto Gambardella, militare e politico italiano (n. 1868)
- 1953 - James William McBain, chimico canadese (n. 1882)
- 1954 - Walter Andrews, pistard canadese (n. 1881)
- 1954 - Ferdinando Bernini, politico italiano (n. 1891)
- 1954 - Chester M. Franklin, regista e attore statunitense (n. 1890)
- 1954 - Marianne Weber, sociologa e politica tedesca (n. 1870)
- 1955 - Pierino Albini, ciclista su strada italiano (n. 1885)
- 1955 - Charlie Parker, sassofonista e compositore statunitense (n. 1920)
- 1955 - Theodor Plievier, scrittore tedesco (n. 1892)
- 1956 - Bolesław Bierut, sindacalista e politico polacco (n. 1892)
- 1956 - Claudio Demartis, politico italiano (n. 1869)
- 1956 - Grace La Rue, attrice e cantante statunitense (n. 1880)
- 1957 - Josephine Hull, attrice statunitense (n. 1877)
- 1957 - John Middleton Murry, scrittore, giornalista e critico letterario inglese (n. 1889)
- 1957 - Jack Ridley, aviatore e ufficiale statunitense (n. 1915)
- 1957 - Paolo Zappa, giornalista e scrittore italiano (n. 1899)
- 1958 - Gejza Kocsis, calciatore ungherese (n. 1910)
- 1960 - Semën Il'ič Bogdanov, generale sovietico (n. 1894)
- 1960 - Frederick Bowhill, ufficiale inglese (n. 1880)
- 1960 - Edmond van Daële, attore francese (n. 1884)
- 1960 - Erminio Parmesani, calciatore italiano (n. 1904)
- 1961 - Victor d'Arcy, velocista britannico (n. 1887)
- 1961 - Belinda Lee, attrice britannica (n. 1935)
- 1961 - André Marc, presbitero, teologo e filosofo francese (n. 1892)
- 1962 - Edoardo Torre, politico italiano (n. 1882)
- 1963 - Antonio De Francesco, scultore italiano (n. 1875)
- 1963 - Arthur Grimsdell, calciatore inglese (n. 1894)
- 1964 - Eugenio Bertuetti, giornalista, critico teatrale e commediografo italiano (n. 1895)
- 1964 - Luisa Carnés, scrittrice e giornalista spagnola (n. 1905)
- 1964 - Leopold Mikolasch, calciatore austriaco (n. 1920)
- 1964 - Abbas el-Aqqad, scrittore egiziano (n. 1889)
- 1965 - George Călinescu, critico letterario, storico e scrittore romeno (n. 1899)
- 1965 - Olavi Lahtinen, cestista e calciatore finlandese (n. 1929)
- 1966 - Mariano Bottino, attore italiano (n. 1882)
- 1966 - Victor Brauner, pittore rumeno (n. 1903)
- 1966 - Sydney Camm, ingegnere aeronautico britannico (n. 1893)
- 1966 - Keith Molesworth, giocatore di football americano statunitense (n. 1905)
- 1966 - Estelita Rodriguez, attrice statunitense (n. 1928)
- 1966 - Ed Wachter, cestista e allenatore di pallacanestro statunitense (n. 1883)
- 1967 - Roberto Vestrini, canottiere italiano (n. 1908)
- 1968 - Andrea Della Corte, musicologo e critico musicale italiano (n. 1883)
- 1968 - Ted Osborne, fumettista statunitense (n. 1910)
- 1969 - Frank W. Boykin, politico statunitense (n. 1885)
- 1969 - Raffaele Chiarolanza, politico italiano (n. 1881)
- 1969 - André Salmon, poeta francese (n. 1881)
- 1970 - Josef Söhngen, antifascista tedesco (n. 1894)
- 1970 - Robert de Caix de Saint-Aymour, giornalista, politico e scrittore francese (n. 1869)
- 1971 - Elliot Adams, scienziato statunitense (n. 1888)
- 1971 - David Burns, attore e cantante statunitense (n. 1902)
- 1971 - Roy Glenn, attore statunitense (n. 1914)
- 1971 - Tor Johnson, attore e wrestler svedese (n. 1903)
- 1971 - Noémie Scize, attrice francese (n. 1891)
- 1972 - Vasilij Grigor'evič Fesenkov, astrofisico sovietico (n. 1889)
- 1972 - Feodora di Sassonia-Meiningen, nobile (n. 1890)
- 1973 - Marcel Desprets, schermidore francese (n. 1906)
- 1973 - Frankie Frisch, giocatore di baseball e allenatore di baseball statunitense (n. 1898)
- 1973 - Mary Gawthorpe, insegnante e attivista britannica (n. 1881)
- 1973 - André Robert Lévy, aviatore francese (n. 1893)
- 1974 - Alberto Bachelet, generale e politico cileno (n. 1923)
- 1974 - Guglielmo Tabacchi, imprenditore italiano (n. 1900)
- 1975 - Isabelle Blume, politica belga (n. 1892)
- 1975 - Paul Fitzgibbon, giocatore di football americano statunitense (n. 1903)
- 1975 - Mirei Shigemori, architetto del paesaggio, storico e saggista giapponese (n. 1896)
- 1976 - Antonio Ortiz Alonso, calciatore spagnolo (n. 1918)
- 1977 - Basil Brown, astronomo e archeologo britannico (n. 1888)
- 1977 - Giuseppe Ciotta, poliziotto italiano (n. 1947)
- 1977 - George Eldredge, attore statunitense (n. 1898)
- 1977 - Rocco Gatto, imprenditore italiano (n. 1926)
- 1978 - Gene Moore, giocatore di baseball statunitense (n. 1909)
- 1978 - Semp Russ, tennista statunitense (n. 1878)
- 1978 - Theresa Weld, pattinatrice artistica su ghiaccio e dirigente sportiva statunitense (n. 1893)
- 1979 - Rudolf Wolke, ciclista su strada tedesco (n. 1906)
- 1980 - Jay Anson, scrittore statunitense (n. 1921)
- 1980 - Alessandro Brissoni, regista, sceneggiatore e scrittore italiano (n. 1913)
- 1980 - Romolo Dal Mas, politico italiano (n. 1922)
- 1980 - Ernő Gerő, politico ungherese (n. 1898)
- 1980 - Renée Lamberet, anarchica e storica francese (n. 1901)
- 1981 - Eileen Armstrong, tuffatrice britannica (n. 1894)
- 1981 - Ángeles Ottein, soprano, cantante e insegnante spagnola (n. 1895)
- 1982 - Tanio Boccia, regista e sceneggiatore italiano (n. 1911)
- 1982 - Jukka Rangell, politico e economista finlandese (n. 1894)
- 1983 - Ki Aldrich, giocatore di football americano statunitense (n. 1916)
- 1983 - Nicholas Civella, mafioso statunitense (n. 1912)
- 1983 - Mario Mieli, attivista e scrittore italiano (n. 1952)
- 1984 - Joseph-Paul Strebler, missionario e arcivescovo cattolico francese (n. 1892)
- 1985 - Lodovico De Filippis, calciatore e allenatore di calcio italiano (n. 1915)
- 1985 - Eugene Ormandy, direttore d'orchestra e violinista ungherese (n. 1899)
- 1986 - Thure Johansson, lottatore svedese (n. 1912)
- 1987 - Cesare Acutis, critico letterario e traduttore italiano (n. 1936)
- 1987 - Ferruccio Dalla Torre, bobbista italiano (n. 1931)
- 1987 - Frans Kuijper, pallanuotista e nuotatore olandese (n. 1900)
- 1987 - Richard Levinson, sceneggiatore e produttore televisivo statunitense (n. 1934)
- 1987 - Dominique Marie Lê Hữu Cung, vescovo cattolico vietnamita (n. 1898)
- 1988 - Alessandro Bausani, islamista, arabista e iranista italiano (n. 1921)
- 1988 - Romare Bearden, scrittore e artista statunitense (n. 1911)
- 1988 - Charles C. Kirkpatrick, ufficiale statunitense (n. 1907)
- 1988 - Angiola Minella, partigiana e politica italiana (n. 1920)
- 1988 - Margot Moe, pattinatrice artistica su ghiaccio norvegese (n. 1889)
- 1988 - Cesare Pagani, arcivescovo cattolico italiano (n. 1921)
- 1988 - Gianna Pederzini, mezzosoprano italiano (n. 1900)
- 1988 - Billie Rhodes, attrice e produttrice cinematografica statunitense (n. 1894)
- 1988 - Bernard Rudofsky, architetto, disegnatore e insegnante austriaco (n. 1905)
- 1988 - Karen Steele, attrice statunitense (n. 1931)
- 1989 - Bonaparte Colombo, matematico italiano (n. 1902)
- 1989 - Maurice Evans, attore britannico (n. 1901)
- 1989 - Sarge Ferris, giocatore di poker statunitense (n. 1928)
- 1989 - Clelia Gatti Aldrovandi, arpista italiana (n. 1901)
- 1989 - Carlos Terry, cestista statunitense (n. 1956)
- 1989 - Luigi Tosi, attore italiano (n. 1915)
- 1990 - Lamberto Cesari, matematico italiano (n. 1910)
- 1990 - Jane Grigson, scrittrice inglese (n. 1928)
- 1990 - Rosamond Lehmann, scrittrice britannica (n. 1901)
- 1990 - Gastone Renzelli, attore italiano (n. 1921)
- 1990 - Philippe Soupault, scrittore e saggista francese (n. 1897)
- 1990 - Adolphe Touffait, calciatore francese (n. 1907)
- 1991 - José Maria Antunes, allenatore di calcio e calciatore portoghese (n. 1913)
- 1991 - LeRoy Collins, politico e avvocato statunitense (n. 1909)
- 1991 - Bruno Confortola, sciatore alpino italiano (n. 1953)
- 1991 - Étienne Decroux, attore teatrale e mimo francese (n. 1898)
- 1991 - William Heinesen, scrittore, poeta e pittore faroese (n. 1900)
- 1991 - Luigi Longanesi Cattani, militare italiano (n. 1908)
- 1991 - Nicola Rossi-Lemeni, basso italiano (n. 1920)
- 1992 - Girolamo Bartolomeo Bortignon, vescovo cattolico italiano (n. 1905)
- 1992 - Max Catto, scrittore e drammaturgo britannico (n. 1907)
- 1992 - Salvo Lima, politico italiano (n. 1928)
- 1993 - Iuliu Bodola, calciatore e allenatore di calcio rumeno (n. 1912)
- 1993 - Gianni Boninsegna, politico italiano (n. 1923)
- 1993 - Raffaele Cervo, politico italiano (n. 1923)
- 1993 - Michael Kanin, regista, sceneggiatore e produttore cinematografico statunitense (n. 1910)
- 1993 - Wang Zhen, politico e generale cinese (n. 1908)
- 1994 - Alfredo Bandelli, cantautore italiano (n. 1945)
- 1994 - Fausta Cialente, scrittrice, giornalista e traduttrice italiana (n. 1898)
- 1994 - Don Joseph, trombettista statunitense (n. 1923)
- 1994 - Pina Sacconaghi, pittrice italiana (n. 1906)
- 1994 - Şehzade Mehmed Orhan, principe ottomano (n. 1909)
- 1995 - Jørgen Jensen, lottatore danese (n. 1939)
- 1995 - Petrus Canisius Jean van Lierde, vescovo cattolico belga (n. 1907)
- 1996 - Gyula Kállai, politico ungherese (n. 1910)
- 1997 - Hendrik Brugmans, politico olandese (n. 1906)
- 1997 - Angelo Ferrario, velocista e allenatore di atletica leggera italiano (n. 1908)
- 1997 - Wally Wolf, nuotatore e pallanuotista statunitense (n. 1930)
- 1998 - Jozef Kroner, attore slovacco (n. 1924)
- 1998 - Kate Ross, scrittrice statunitense (n. 1956)
- 1998 - Beatrice Wood, artista, ceramista e attrice statunitense (n. 1893)
- 1999 - Yehudi Menuhin, violinista statunitense (n. 1916)
- 1999 - Dante Paolo Regazzoni, liutaio italiano (n. 1916)
- 2000 - Ignazio Kung Pin-mei, cardinale e vescovo cattolico cinese (n. 1901)
- 2000 - Christiane Moreau, cestista e pallamanista francese (n. 1906)
- 2000 - Aza Nikolić, cestista e allenatore di pallacanestro jugoslavo (n. 1924)
- 2000 - Mack Robinson, velocista statunitense (n. 1912)
- 2000 - Sergio Romiti, pittore italiano (n. 1928)

## XXI secolo(137)
- 2001 - Morton Downey Jr., attore e showman statunitense (n. 1932)
- 2001 - Alan Greene, tuffatore statunitense (n. 1911)
- 2001 - Henry Lee Lucas, serial killer statunitense (n. 1936)
- 2001 - Robert Ludlum, scrittore statunitense (n. 1927)
- 2001 - Giorgio Morandi, politico italiano (n. 1905)
- 2001 - Sidney Dillon Ripley, ornitologo statunitense (n. 1913)
- 2002 - Louis-Marie Billé, cardinale e arcivescovo cattolico francese (n. 1938)
- 2002 - Spyros Kyprianou, politico cipriota (n. 1932)
- 2002 - Laura Redi, attrice italiana (n. 1920)
- 2003 - Howard Fast, scrittore statunitense (n. 1914)
- 2003 - Andrej Kivilëv, ciclista su strada kazako (n. 1973)
- 2003 - Lynne Thigpen, attrice statunitense (n. 1948)
- 2003 - Zoran Đinđić, politico e filosofo serbo (n. 1952)
- 2004 - Finn Carling, scrittore norvegese (n. 1925)
- 2004 - Yvonne Cernota, bobbista tedesca (n. 1979)
- 2004 - Cid Corman, poeta, traduttore e editore statunitense (n. 1924)
- 2004 - Karel Kachyňa, regista e sceneggiatore ceco (n. 1924)
- 2004 - Olavo, calciatore brasiliano (n. 1927)
- 2004 - Milton Resnick, pittore ucraino (n. 1917)
- 2004 - Sylvi Saimo, canoista finlandese (n. 1914)
- 2005 - Aleksandar Atanacković, calciatore jugoslavo (n. 1920)
- 2005 - Shōko Ema, poetessa e paroliera giapponese (n. 1913)
- 2005 - Stanley James Grenz, teologo statunitense (n. 1950)
- 2005 - Philip Lamantia, poeta e scrittore statunitense (n. 1927)
- 2005 - Guglielmo Spoletini, attore italiano (n. 1929)
- 2006 - Jurij Brězan, scrittore e drammaturgo tedesco (n. 1916)
- 2006 - Jim Flynn, cestista irlandese (n. 1921)
- 2007 - Alberto Caramella, avvocato, poeta e scrittore italiano (n. 1928)
- 2007 - Odette Lusien, nuotatrice francese (n. 1927)
- 2007 - Antonio Ortiz Mena, economista messicano (n. 1907)
- 2007 - Renato Perini, archeologo italiano (n. 1924)
- 2007 - Vinicio Vecchi, architetto italiano (n. 1923)
- 2008 - Carlo Aristide Dal Sasso, politico e imprenditore italiano (n. 1920)
- 2008 - Delfo, cantante italiano (n. 1947)
- 2008 - Folke Eriksson, pallanuotista svedese (n. 1925)
- 2008 - Menchu Gal, pittrice spagnola (n. 1918)
- 2008 - Pino Gallotti, alpinista e ingegnere chimico italiano (n. 1918)
- 2008 - Erwin Geschonneck, attore tedesco (n. 1906)
- 2008 - Howard Metzenbaum, politico statunitense (n. 1917)
- 2008 - Károly Németh, politico ungherese (n. 1922)
- 2008 - Lazzaro Ponticelli, militare e supercentenario italiano (n. 1897)
- 2008 - Manlio Presel, calciatore italiano (n. 1923)
- 2008 - Jack Toomay, cestista e militare statunitense (n. 1922)
- 2009 - Leonore Annenberg, filantropa e diplomatica statunitense (n. 1918)
- 2009 - John Foster, filosofo britannico (n. 1941)
- 2009 - Georges Moret, cestista svizzero (n. 1912)
- 2009 - Michele Provinciali, designer italiano (n. 1921)
- 2009 - Ziaeddin Shademan, cestista e politico iraniano (n. 1923)
- 2010 - Hélène Azenor, pittrice francese (n. 1910)
- 2010 - Miguel Delibes, scrittore spagnolo (n. 1920)
- 2010 - Lesley Duncan, cantante e musicista britannica (n. 1943)
- 2010 - Fatima Meer, attivista e scrittrice sudafricana (n. 1928)
- 2011 - Giuseppe D'Avino, calciatore italiano (n. 1927)
- 2011 - Juan García-Santacruz Ortiz, vescovo cattolico spagnolo (n. 1933)
- 2011 - Jan Hugens, ciclista su strada olandese (n. 1939)
- 2011 - Joe Morello, batterista statunitense (n. 1928)
- 2011 - Nilla Pizzi, cantante e attrice italiana (n. 1919)
- 2011 - Sandro Tuminelli, attore, doppiatore e direttore del doppiaggio italiano (n. 1923)
- 2012 - Dick Harter, allenatore di pallacanestro statunitense (n. 1930)
- 2012 - Timo Konietzka, allenatore di calcio e calciatore tedesco (n. 1938)
- 2012 - Vittorio Raschèr, linguista, filologo e direttore d'orchestra svizzero (n. 1931)
- 2013 - Clive Burr, batterista britannico (n. 1957)
- 2013 - Emel Cimcoz, pittrice turca (n. 1915)
- 2013 - Teresa Mattei, partigiana, politica e pedagogista italiana (n. 1921)
- 2014 - Věra Chytilová, regista ceca (n. 1929)
- 2014 - Alessandro Coletti, scrittore e giornalista italiano (n. 1940)
- 2014 - José Policarpo, cardinale e patriarca cattolico portoghese (n. 1936)
- 2014 - Roberto Fassi, artista marziale italiano (n. 1935)
- 2014 - Giancarlo Gualco, cestista e dirigente sportivo italiano (n. 1931)
- 2014 - Raisa Michajlova, cestista sovietica (n. 1937)
- 2014 - René Llense, calciatore francese (n. 1913)
- 2014 - Jean Vallée, cantante, compositore e paroliere belga (n. 1941)
- 2015 - Michael Graves, architetto statunitense (n. 1934)
- 2015 - Park Jae-seung, calciatore sudcoreano (n. 1923)
- 2015 - Terry Pratchett, scrittore britannico (n. 1948)
- 2016 - Larry Moore, cestista statunitense (n. 1942)
- 2016 - Giuseppe Romagnolo, allenatore di calcio e calciatore italiano (n. 1934)
- 2016 - Lloyd Stowell Shapley, matematico e economista statunitense (n. 1923)
- 2017 - Horst Ehmke, politico tedesco (n. 1927)
- 2017 - Petra Kandarr, velocista tedesca (n. 1950)
- 2017 - Moustapha Niang, cestista senegalese (n. 1983)
- 2018 - Ivan Davis, pianista statunitense (n. 1932)
- 2018 - Ken Flach, tennista statunitense (n. 1963)
- 2018 - Nikolaj Gluškov, imprenditore russo (n. 1949)
- 2018 - Craig Mack, rapper statunitense (n. 1970)
- 2018 - Rudolf Mang, sollevatore tedesco (n. 1950)
- 2018 - Bud Olsen, cestista e allenatore di pallacanestro statunitense (n. 1940)
- 2018 - Giovanni Prandini, funzionario e politico italiano (n. 1940)
- 2018 - Grazia Raffa, poetessa italiana (n. 1931)
- 2018 - Pedro Romero, calciatore messicano (n. 1937)
- 2018 - Oleg Pavlovič Tabakov, attore russo (n. 1935)
- 2018 - Aldo Tarlao, canottiere italiano (n. 1926)
- 2018 - Olly Wilson, compositore, polistrumentista e musicologo statunitense (n. 1937)
- 2019 - Coutinho, calciatore e allenatore di calcio brasiliano (n. 1943)
- 2019 - Günther Dreyer, egittologo tedesco (n. 1943)
- 2019 - Laís Elena Aranha da Silva, cestista brasiliana (n. 1943)
- 2019 - Tom Meyer, cestista statunitense (n. 1922)
- 2019 - Joseph Nissim, imprenditore greco (n. 1919)
- 2019 - Oskar Roth, cestista, pallamanista e allenatore di pallamano tedesco (n. 1933)
- 2020 - Aventino Frau, politico italiano (n. 1939)
- 2020 - Juha Harjula, cestista finlandese (n. 1942)
- 2020 - Wolfgang Hofmann, judoka tedesco (n. 1941)
- 2020 - Tonie Marshall, attrice, sceneggiatrice e regista francese (n. 1951)
- 2020 - Giovanni Battista Rabino, politico e sindacalista italiano (n. 1931)
- 2020 - Domenico Romano Carratelli, avvocato e politico italiano (n. 1941)
- 2021 - Gérard Aygoui, calciatore francese (n. 1936)
- 2021 - Fatima Aziz, politica e medico afghana (n. 1973)
- 2021 - Miodrag Baletić, allenatore di pallacanestro montenegrino (n. 1948)
- 2021 - Nicolae Dabija, poeta, scrittore e politico moldavo (n. 1948)
- 2021 - Ronald DeFeo Jr., criminale statunitense (n. 1951)
- 2021 - Ertem Göreç, regista e cestista turco (n. 1931)
- 2021 - Uruguay Graffigna, calciatore uruguaiano (n. 1948)
- 2021 - Ivo Trumbić, allenatore di pallanuoto e pallanuotista jugoslavo (n. 1935)
- 2021 - Dwight Waller, cestista statunitense (n. 1945)
- 2022 - Alain Krivine, politico francese (n. 1941)
- 2022 - Sergio Nelli, scrittore e filosofo italiano (n. 1954)
- 2022 - Karl Offmann, politico mauriziano (n. 1940)
- 2022 - Biagio Proietti, sceneggiatore, regista e scrittore italiano (n. 1940)
- 2022 - Pete St. John, cantautore irlandese (n. 1932)
- 2023 - Franca Afegbua, politica nigeriana (n. 1943)
- 2023 - Giovanni Ballico, calciatore, allenatore di calcio e dirigente sportivo italiano (n. 1924)
- 2023 - Isabel Colegate, scrittrice britannica (n. 1931)
- 2023 - Chris Cooper, giocatore di baseball statunitense (n. 1978)
- 2023 - Dick Fosbury, altista statunitense (n. 1947)
- 2023 - Alf Hiltebeitel, storico delle religioni e indologo statunitense (n. 1942)
- 2023 - Jiang Yanyong, medico cinese (n. 1931)
- 2023 - Léonid Kameneff, insegnante e psicologo francese (n. 1937)
- 2023 - Jaume Medina, filologo classico, latinista e scrittore spagnolo (n. 1949)
- 2023 - Felton Spencer, cestista statunitense (n. 1968)
- 2024 - Rolf Blättler, calciatore e allenatore di calcio svizzero (n. 1942)
- 2024 - Fulvio Capezzuoli, scrittore e critico cinematografico italiano (n. 1941)
- 2024 - Vittorio Saltini, filosofo e scrittore italiano (n. 1934)
- 2025 - Bruce Glover, attore statunitense (n. 1932)
- 2025 - Klaus Kobusch, pistard tedesco (n. 1941)
- 2025 - Oliver Miller, cestista statunitense (n. 1970)
- 2025 - Grazia Maria Spina, attrice e doppiatrice italiana (n. 1934)
- 2025 - Nicola Valenzano, attore, regista e ballerino italiano (n. 1962)

## Senza anno specificato(1)
- Liudolfo di Sassonia, nobile sassone